# Bill Odenkirk
William Leonard Odenkirk, známý jako Bill Odenkirk (* 13. října 1965), je americký scenárista.

## Životopis
Bill Odenkirk se narodil v Naperville ve státě Illinois. Je mladším bratrem amerického herce a komika Boba Odenkirka a pracoval jako scenárista, producent a herec na skečovém komediálním televizním pořadu Mr. Show with Bob and David, v němž jeho bratr vystupoval. Odenkirk dále psal scénáře pro seriály Tenacious D, Futurama a Rozčarování. Je autorem a vedoucím producentem epizod seriálu Simpsonovi. Na Chicagské univerzitě získal doktorát z anorganické chemie.

## Scenáristická filmografie

### DílyTenacious D
Má na svém kontě následující díly, a to spolu s Jackem Blackem, Davidem Crossem, Kylem Gassem, Tomem Gianasem a Bobem Odenkirkem:
- Death of a Dream
- The Greatest Song in the World
- The Fan
- Road Gig

### DílySimpsonových
16. řada
- Speciální čarodějnický díl
- Vypráskaný práskač

18. řada
- Žabař, kuchař, manželka a její Homer
- Hoří!

20. řada
- Výměna bez záruky

21. řada
- Výhra za všechny prachy

22. řada
- Mnoho tváří lásky

24. řada
- Dětí jako smetí
- Služebník Páně

26. řada
- Mama Sendvič

27. řada
- Nebezpečná zásilka

28. řada
- Poslední trakční hrdina

29. řada
- Přiznej se a lituj

31. řada
- Nevinný mafián

### DílyFuturamy
2. řada
- Ve spárech byrokracie

3. řada
- Dva Santové tankují super
- Roboti musejí být šílení

5. řada
- Zbouchnutej
- Krabice do neznáma

### DílyRozčarování
3. řada
- Popadni bouchačku, Beánie